# Lemoore Station
Lemoore Station är en ort (Census designated place) i Kings County som omfattar Naval Air Station Lemoore i delstaten Kalifornien, USA. Enligt United States Census Bureau har den en folkmängd på 7 438 invånare (2010) och en landarea på 10,9 km².